# Roni Givati
Roni Givʿati (hebräisch רוֹנִי גִּבְעָתִי, geboren am 19. April 1940 in Binjamina, Palästina (Völkerbundsmandat); gestorben am 2. April 2014 in ʿEin Gedi, Israel) war eine israelische Autorin hebräischer Literatur.

## Leben und Werk
Roni Givʿati, deren Mutter aus Regensburg stammte, wurde 1940 in Binjamina geboren und verbrachte ihre Kindheit im Kibbuz Kfar Blum. Ab 1950 hielt sie sich zusammen mit ihren Eltern für zwei Jahre in England auf. Dort war sie im Alter von etwa zehn Jahren zum ersten Mal mit Antisemitismus konfrontiert, als ihre Freundin angegriffen und geschlagen wurde. Sie fühlte sich schuldig, dass sie ihrer Freundin in dieser Situation nicht geholfen hatte; dies thematisierte sie später im Jugendbuch Schwäne von einem anderen See sowie in einem autobiographischen Roman für Erwachsene. Nach ihrer Heirat zog sie 1960 in den Kibbuz ʿEin Gedi am Toten Meer, wo sie jahrzehntelang als Erzieherin tätig war. Fünf Jahre war sie Herausgeberin von Kinder- und Jugendbüchern im Kibbuz-Verlag HaKibbutz HaMeʾuchad Publishing House.
Im Jahr 1972 begann Givʿati mit dem Schreiben und verfasste sowohl Romane für Erwachsene als auch Kinder- und Jugendbücher. Abgesehen von den zwei ins Deutsche übersetzten Büchern, sind ihre Werke nur auf Hebräisch erschienen. In allen Büchern ist ihre tiefe Naturverbundenheit zu spüren. Besonders deutlich wird dies im Buch Das Geheimnis des Zauberdickichts von 1980 (nur auf Hebr. erschienen), in dem vier Kinder in einer paradiesischen Landschaft verschiedene Abenteuer bestehen.

### Wichtige Werke
Das Jugendbuch Schwäne von einem anderen See thematisiert den Umzug in ein fremdes Land sowie das Erwachsenwerden. Noga, die ihre Kindheit in einem Kibbuz in Israel verbracht hat, zieht als Jugendliche mit ihrer Mutter nach London, wo ihr Vater aus beruflichen Gründen bereits seit einem Jahr lebt. Anhand der Begegnung mit ihrer Cousine Mirjam wird das Aufeinandertreffen unterschiedlicher Kulturen dargestellt. Noga ist mit legeren Umgangsformen, naturnah und in religiöser Hinsicht säkular aufgewachsen. Sie muss nun mit dem Großstadtleben zurechtkommen. Schwerer fällt ihr aber, dass sie sich den autoritären Zwängen der religiösen Schule unterwerfen muss, die sie mit Mirjam besucht. Noga streitet mit der religiösen Mirjam über Fragen wie die Existenz Gottes und die Erschaffung des Universums. Als Mirjam in einem Park von vier jugendlichen Antisemiten angegriffen wird, steht Noga ihr nicht bei und verliert ihre Freundschaft.
Auch das Buch Die Wüstentöchter handelt vom Erwachsenwerden, es vermittelt aber auch kulturhistorisches Wissen zum Judentum zur Zeit der Antike, zum Beispiel die Wallfahrt nach Jerusalem. Die Ich-Erzählerin Avital ist eine Jugendliche, die im Dorf ʿEin Gedi im jüdischen Palästina des ersten vorchristlichen Jahrhunderts aufwächst.

## Auszeichnungen
- 1974: Newman Prize for Debut Book
- 1979: Andersen Honor Citation
- 1991 und 1997: Ze'ev Prize
- 1998 und 2010: Prime Minister's Prize

## Werke in deutscher Übersetzung
- Schwäne von einem anderen See. Aus dem Hebr. von Mirjam Pressler. Alibaba Verlag, Frankfurt am Main 1992. (Als Taschenbuch: Omnibus Verlag, München 2000, ISBN 3-570-20622-X)
- Die Wüstentöchter. Aus dem Hebr. von Mirjam Pressler. Gabriel Verlag, Stuttgart 2001, ISBN 3-522-30006-8.